# Општина Рашинари (Сибињ)
Рашинари (рум. Răşinari) општина је у Румунији у округу Сибињ.
Oпштина се налази на надморској висини од 616 m.